# Saponaria pachyphylla
Saponaria pachyphylla är en nejlikväxtart som beskrevs av K. H. Rechinger. Saponaria pachyphylla ingår i släktet såpnejlikor, och familjen nejlikväxter. Inga underarter finns listade i Catalogue of Life.